# Jan van Nijlen
Jan van Nijlen est un poète et essayiste belge de langue néerlandaise.
Influencé à ses débuts par Karel van de Woestijne, Jan van Nijlen développa ensuite un style plus simple, teinté parfois d’ironie. Son œuvre, très appréciée aux Pays-Bas, fut couronnée du prix Constantijn Huygens en 1963.

## Œuvres
- 1906 – Verzen
- 1909 – Het licht
- 1911 – Naar 't geluk
- 1914 – Negen verzen
- 1916 – Uren met Montaigne
- 1918 – Francis Jammes (essai)
- 1919 – Charles Péguy (essai)
- 1923 – Het aangezicht der aarde
- 1924 – De lokstem en andere gedichten
- 1925 – Zeven gedichten
- 1928 – De vogel Phoenix
- 1934 – Geheimschrift
- 1938 – Gedichten 1904-1938
- 1938 – Het oude kind
- 1947 – De dauwtrapper
- 1948 – De slaapwandelaar
- 1955 – Herinneringen aan E. du Perron
- 1957 – Te laat voor deze wereld
- 1964 – Verzamelde gedichten 1903-1964
- 1982 – Druilende burgerij